# Fusicoccum populi
Fusicoccum populi är en svampart som beskrevs av Voglino. Fusicoccum populi ingår i släktet Fusicoccum och familjen Botryosphaeriaceae.   Inga underarter finns listade i Catalogue of Life.